# Elke Schönberger
Elke Schönberger (* 31. Mai 1966 in Wien) ist eine österreichische Künstlerin.

## Leben und Wirken
Elke Schönberger studierte von 1984 bis 1989  Publizistik- und Kommunikationswissenschaften und Theaterwissenschaften an der Universität in Wien. 1997 machte sie ihr Doktorat und begann 1987 mit der Malerei, wobei sie die Bekanntschaft mit dem austro-amerikanischen Maler Henry Koerner (1915–1991) machte und unter seinem künstlerischen Einfluss stand. 1992 gewann Schönberger einen Preis beim internationalen Aquarellwettbewerb der Firma Arches in Paris. 2006 kam sie in die engere Auswahl für den artaward (STRABAG Kunstforum) und 2010 in die engere Auswahl beim Aquarellwettbewerb des Leopold Museums „Die Meister von morgen“.
Elke Schönbergers Kunst zeigt hyperreale Abbilder einer Welt, die die Realität persifliert. Die gemalten Darstellungen reichen von kleinen Verfremdungen in Form von falschen Spiegelungen bis zu topografischen Kontinentalverschiebungen. Ihre Werken lassen sich mit dem Begriff des vorgeblichen „Fotorealismus“ beschreiben, indem gelernte Rezeptionsmuster aufgebrochen werden müssen. Sie lebt in Wien.

## Ausstellungen
- 2010: Die Meister von morgen, Leopold Museum, Wien
- 2011: Real 011, Galerie Wolfgang Exner, Wien
- 2011: The Excitement Continues. Zeitgenössische Kunst aus der Sammlung Leopold II, Leopold Museum, Wien
- 2012: Real 012, Galerie Wolfgang Exner, Wien[3]

## Publikationen
- Mehrere Buchcovers für den INST Verlag
- Zeichnungen für: Christian Stadler/Sabine Kern: Psychodrama. Eine Einführung.– VS Verlag f. Sozialwissenschaften/Springer Fachmedien, Wiesbaden 2010
- Buchveröffentlichung:
- Homo communicans. Eine dialogische Abhandlung. Mit e. Vorwort v. Wolfgang R. Langenbucher. – Frankfurt am Main, Berlin, Bern, New York, Paris, Wien: Peter Lang 1998[4]